# Путь Октября
Путь Октября (рос. Путь Октября) — селище у Кизильському районі Челябінської області Російської Федерації.
Входить до складу муніципального утворення сільське поселення Путь Октября. Населення становить 1129 осіб (2010).

## Історія
Від 4 листопада 1926 року належить до Кизильського району Челябінської області.
Згідно із законом від 17 вересня 2004 року органом місцевого самоврядування є сільське поселення Путь Октября.

## Населення
| 2002 | 2010  |
| ---- | ----- |
| 1095 | ↗1129 |